# مجله غربی پژوهش‌های پرستاری
مجله غربی پژوهش‌های پرستاری (به انگلیسی: Western Journal of Nursing Research) یک مجله نقد همترازی پرستاری است که پژوهش‌های بالینی را در زمینه پرستاری پوشش می‌دهد.
این مجله برای نخستین بار در سال ۱۹۷۹ به سردبیری پاملا برینک (Pamela Brink) پایه‌گذاری شد و تا سال ۱۹۸۴ (میلادی)۱۹۸۴ به صورت سه‌ماهنامه به وسیلهٔ نشر کاان‌آی (KNI Publishing) و پس از آن به وسیلهٔ انتشارات سِیج (Sage Publishing) منتشر می‌شود.
این مجله که ده شماره در سال منتشر می‌شود در سال ۲۰۰۳ مجله رسمی انجمن پژوهش پرستاری میدوِست (Midwest Nursing Research Society) شد و به وسیلهٔ پایگاه‌های داده اسکوپوس (Scopus)، نمایه استنادی علوم اجتماعی (Social Sciences Citation Index) اندکس می‌شود.
بر پایه سالنامه موسسه اطلاعات علمی در سال ۲۰۱۱ این مجله ضریب تاثیرگذاری ۱٫۱۸۹ را داشته که در بین ۹۷ مجله علوم پرستاری، رتبه ۲۶اُم و در بین ۹۵ مجله علوم اجتماعی پرستاری، رتبه ۲۳اُم را بدست آورده‌است.